# Beerschot AC
Koninklijke Beerschot Antwerpen Club (wym. [ˈkoː.nɪŋk.lə.kə ˈbɪːr.sçɔt ˈɑnt.wɛr.pə(n) ˈklʏp]) lub w skrócie Beerschot AC (wym. [ˈbɪːr.sçɔt aˈseː]) – belgijski klub piłkarski, grający w Eerste Klasse, mający siedzibę w mieście Antwerpia. Klub powstał w 1999 roku w wyniku fuzji K.F.C. Germinal Ekeren oraz K. Beerschot V.A.C.

## Historia
Chronologia nazw:
- 1920: FC Germinal Ekeren
- 1971: KFC Germinal Ekeren
- 1999: KFC Germinal Beerschot Antwerpen – po fuzji z Beerschot Antwerpen

W 1920 roku został założony klub o nazwie F.C. Germinal Ekeren w mieście Ekeren, położonym na przedmieściach Antwerpii, w której to dopiero co zakończyły się Letnie Igrzyska Olimpijskie 1920. Jednak dopiero 30 lipca 1942 roku klub zarejestrowano w Belgijskim Związku Piłki Nożnej. W 1971 roku do nazwy klubu dodano człon Koninklijk, co w języku holenderskim znaczy Królewski. W 1989 roku zespół po raz pierwszy w historii awansował do pierwszej ligi Belgii i w sezonie 1989/1990 zajął w niej 13. miejsce. Najlepsze miejsce klubu w historii występów w pierwszej lidze to trzecie, które Germinal osiągnął w latach 1996 oraz 1998, co dało temu klubowi prawo startów w Pucharze UEFA. Jednak w 1999 z powodu niskiego zainteresowania widzów, a także małych możliwości rozwoju miasta Ekeren, postanowiono dokonać fuzji z klubem Beerschot, który grał wówczas w 3. lidze belgijskiej i przechodził kłopoty finansowe.
Powstała więc nowa drużyna o nazwie K.F.C. Germinal Beerschot Antwerpia z siedzibą w Antwerpii i dzięki temu mogła grać nadal w Jupiler League. Postanowiono także rozbudować stadion dawnego Beerschotu. W roku 2004 klub zaczął ponownie mieć kłopoty finansowe. Zatrudniono wówczas trenera Marca Brysa, który w sezonie 2004/2005 zdołał zdobyć Puchar Belgii. Jednak po siedmiu kolejkach ligi został zwolniony z klubu ze względu na słabe wyniki zespołu. Nowy wówczas trener Jos Daerden zdołał utrzymać zespół w lidze, ale po sezonie ponownie zatrudniono Brysa.
17 maja 2011 roku klub po raz kolejny zmienił nazwę, tym razem na Koninklijke Beerschot Antwerpse Club. Zmiana była wynikiem wewnętrznego sporu w kierownictwie klubu. Rezultatem było opuszczenie rady przez wszystkich jej członków związanych wcześniej z klubem Germinal Ekeren, przy jednoczesnym pozostaniu w tejże przez przedstawicieli dawnego klubu Beerschot V.A.C. Następstwem było usunięcie z nazwy słowa Germinal. Zmianie uległ również herb klubu, z którego usunięto elementy nawiązujące do dawnego klubu Germinal Ekeren, pozostawiając za symbol niedźwiedzia z logo dawnego Beerschot VAC.

## Sukcesy
- Mistrz drugiej ligi Belgii: 1989
- Puchar Belgii: 1997, 2005
- Finał Pucharu Belgii: 1990, 1995

## Europejskie puchary
Legenda do wszystkich tabel:
- Q – runda eliminacyjna, 1/16, 1/8, 1/4, 1/2 – odpowiednia faza rozgrywek, Grupa – runda grupowa, 1r gr – pierwsza runda grupowa, 2r gr – druga runda grupowa, F – finał, R – runda, PO – play-off
- k. – rzuty karne, los. – losowanie, Dogr. – dogrywka, w. – zasada bramek strzelonych na wyjeździe

| Sezon   | Rozgrywki                 | Runda   | Klub               | Dom | Wyjazd | Ogólnie     |
| ------- | ------------------------- | ------- | ------------------ | --- | ------ | ----------- |
| 1991/92 | Puchar UEFA               | 1R      | Celtic F.C.        | 1–1 | 0–2    | 1–3         |
| 1995    | Puchar Intertoto          | Grupa 3 | FC Aarau           | 3–3 |        | 2. miejsce  |
| 1995    | Puchar Intertoto          | Grupa 3 | HB Tórshavn        |     | 1–1    | 2. miejsce  |
| 1995    | Puchar Intertoto          | Grupa 3 | Universitatea Kluż | 4–1 |        | 2. miejsce  |
| 1995    | Puchar Intertoto          | Grupa 3 | Tromsø IL          |     | 2–0    | 2. miejsce  |
| 1996/97 | Puchar UEFA               | 1R      | Grazer AK          | 3–1 | 0–2    | 3–3, w.     |
| 1997/98 | Puchar Zdobywców Pucharów | 1R      | FK Crvena zvezda   | 3–2 | 1–1    | 4–3         |
| 1997/98 | Puchar Zdobywców Pucharów | 2R      | VfB Stuttgart      | 0–4 | 4–2    | 4–6         |
| 1998/99 | Puchar UEFA               | 1Q      | FK Sarajevo        | 4–1 | 0–0    | 4–1         |
| 1998/99 | Puchar UEFA               | 2Q      | Servette FC        | 1–4 | 2–1    | 3–5         |
| 2005/06 | Puchar UEFA               | 1R      | Olympique Marsylia | 0–0 | 0–0    | 0–0, k: 1–4 |
| 2008    | Puchar Intertoto          | 2R      | Neftçi PFK         | 1–1 | 0–1    | 1–2         |